# Palpita inexpectalis
Palpita inexpectalis là một loài bướm đêm trong họ Crambidae.